# Kiyotaka Miyoshi
Kiyotaka Miyoshi (japanisch 三吉 聖王 Miyoshi Kiyotaka; * 10. Juli 1985 in Hachioji) ist ein japanischer Fußballspieler.

## Karriere
Miyoshi erlernte das Fußballspielen in der Schulmannschaft der Kokushikan High School und der Universitätsmannschaft der Asia-Universität. Seinen ersten Vertrag unterschrieb er 2008 bei Estudiantes de La Plata in Argentinien. 2010 wechselte er nach Uruguay zu Boston River. 2012 ging er nach Japan, wo er sich Shimizu S-Pulse anschloss. Für den Verein absolvierte er drei Erstligaspiele.

## Erfolge
Shimizu S-Pulse
- J.League Cup

Finalist: 2012